# 11 O'Clock Tick Tock
«11 O'Clock Tick Tock» es una canción del grupo de rock irlandés U2. Fue su segundo sencillo, publicado el 16 de mayo de 1980, después de "Another Day", y al igual que este, no procedía de ningún álbum, sino que fueron lanzamientos posteriores a su primera publicación, Three. Posteriormente editarían su primer álbum de estudio, Boy (con el que debutarían fuera de Irlanda).

## Historia
Grabado en la primavera de 1980, fue producido por Martin Hannett, quien por aquel entonces había recibido una recepción crítica muy positiva gracias a su trabajo con Joy Division. La banda se entrevistó con Hannett en los Strawberry Studios de Stockport en marzo de 1980 para proponerle trabajar con él. Durante esta visita, los integrantes de U2 asistieron a la grabación del sencillo de Joy Division "Love Will Tear Us Apart".
"11 O'Clock Tick Tock" tuvo su debut en vivo en agosto de 1979 con letras alternativas y bajo el título de "Silver Lining", pero entre marzo y mayo de 1980 realizaron los cambios que darían lugar al tema definitivo. "Touch", la cara B del sencillo "11 O'Clock Tick Tock" procedía de otra canción anterior titulada "Trevor".
Se conocen tres mezclas de estudio de "11 O'Clock Tick Tock". El sencillo de 1980 tiene una duración de 3′47″. Posteriormente, aparece otra versión de 4′03″ en el álbum tributo a Martin Hannett And Here Is the Young Man. La última mezcla, de 4′13″, con una introducción más larga, aparece en la edición limitada del sencillo "Pride (In the Name of Love)" en el Reino Unido.
Pero la experiencia con Hannett no cuajó de cara a posteriores trabajos, a pesar de que la misma compañía de producción de U2, Island Records lo había considerado como productor del que iba a ser el álbum debut de la banda, Boy. Y es que U2 consideraban que este productor imponía un sello demasiado personal que no acababa de coincidir con el sonido que ellos querían.

## En directo
La canción debutó en directo en 1980, en una de las giras anteriores al Boy Tour llamada 11 O'Clock Tick Tock Tour. Formó parte del Boy Tour de 1980-81, del October Tour de 1981-82, del War Tour de 1982-83 y del Unforgettable Fire Tour de 1984-85. En todas las giras tuvo gran presencia, faltando en muy pocos conciertos e, incluso, tocándose 2 veces en muchos de ellos. Después de 1985, apenas fue interpretada en vivo por el grupo. Apareció en un concierto del Joshua Tree Tour de 1987, en 2 del Lovetown Tour de 1989-90 y en 7 del Elevation Tour de 2001. Nunca más apareció de nuevo en una gira. Sin embargo, se tocó en un concierto especial para los ganadores del concurso en la emisora de radio KROQ, celebrado el 28 de mayo de 2015 en el Roxy Theatre de West Hollywood, California.
Durante la primera mitad de la década de los 80, «11 O'Clock Tick Tock» fue uno de los directos más populares de la banda, y aparece en el EP Under a Blood Red Sky y en el vídeo U2 Live at Red Rocks: Under a Blood Red Sky. Hasta diciembre de 1982, solía estar emparejada con el tema "The Ocean" —canción procedente del álbum Boy—, según aparece incluida en el sencillo "Fire".

## Créditos
- Bono: voz
- The Edge: guitarra, coros
- Adam Clayton: bajo
- Larry Mullen, Jr.: batería